# 藏斯卡

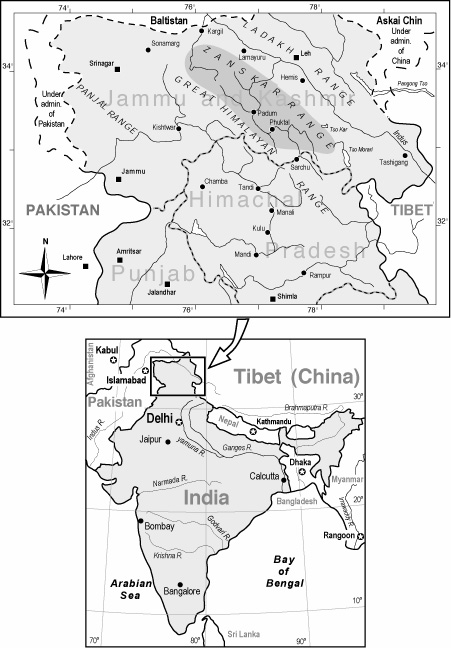
藏斯卡位置圖

藏斯卡（拉達克語：ཨནསར་），又譯為藏斯噶或桑噶尔，在印度西北方拉達克的卡基尔县下轄的一個鄉。臨近西藏。

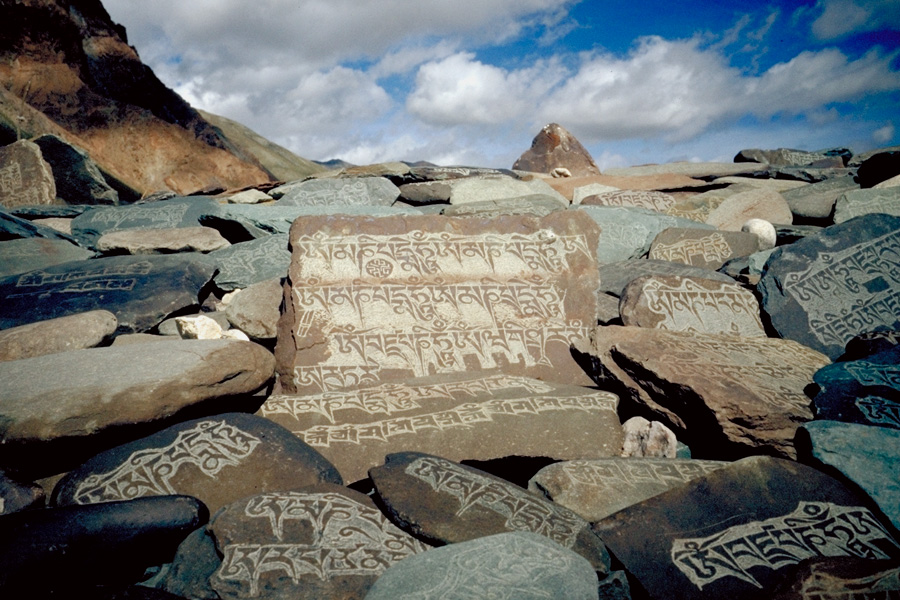
藏斯卡的嘛呢石

在拉達克中央直轄區的範圍是一個山脈，從此分離查谟和克什米尔。地質上，藏斯卡山脈屬於Tethys Himalaya（特提斯喜馬拉雅山）的一部分，Tethys喜馬拉雅山約100公里寬。藏斯卡山脈的平均高度約為6,000 m（19,700 ft）。它的東部被稱為Rupshu。該鎮到2020年的人口為20,000。
70多年來，藏斯卡（Zanskar）居民一直要求與現有的卡吉爾（Kargil）區分開的新區。

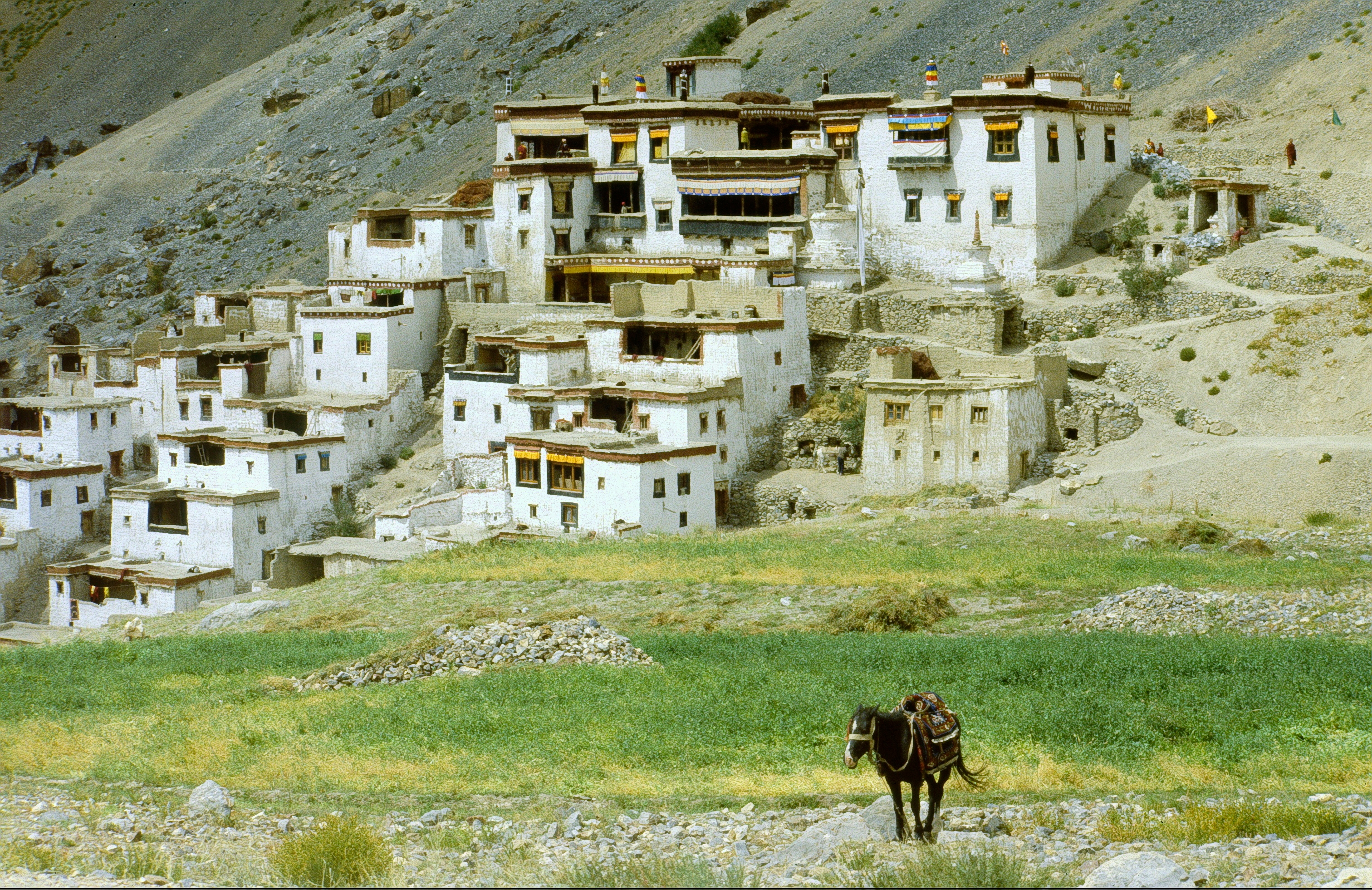
灵吉寺（Lingshed Monastery）

## 由來
藏斯卡（ཟངས་དཀར zangs dkar）在社會科學（人類學，性別研究）學術研究中大多以“Zangskar”的形式出現，反映了拉达克语的發音，儘管Zanskari的發音是Zãhar。較舊的地理帳戶和地圖可能會使用替代拼寫“Zaskar”。對該名稱的詞源學研究（Snellgrove和Skorupsky，1980）表明，該名稱的起源可能是指該地區銅的天然存在，其藏語為“Zangs”。然而，第二個音節似乎更具挑戰性，因為它具有各種含義：“Zangs-dkar”（白銅），“Zangs-mkhar”（銅宮）或“Zangs-skar”（銅星）。zan（銅）skar（山谷）意为铜谷。

## 歷史
藏斯卡人類活動的最早痕跡可以追溯到青銅器時代。歸因於那個時期的刻在岩石上的文字表明，他們的創造者是居住在哈薩克斯坦和中國之間的中亞草原上的獵人。人們懷疑，後來被稱為孟族的印度裔歐洲人可能居住在該地區，然後與下一個定居者達爾德人混合或被其取代。來自克什米爾的早期佛教最早在公元前200年就在藏斯卡爾傳播。最早的古蹟可追溯到庫山時期。佛教向東方傳播之後，藏斯卡（Zanskar）和西喜馬拉雅山的大部分地區在7世紀被藏人壓倒，他們施加了當時萬物有靈論的苯教。

## 旅遊
旅遊業可能是藏斯卡近期遭受的重大破壞。該地區向外國人開放帶來了好處，例如為學校提供資金，恢復寺院和道路，但也給脆弱的山區環境和人口帶來破壞或流失。